# پاملا گیریمبابازی
پاملا گیریمبابازی (به انگلیسی: Pamela Girimbabazi) (زادهٔ ۱۰ ژانویهٔ ۱۹۸۵) شناگر اهل رواندا است.